# Швидкісний трамвай Мендоси

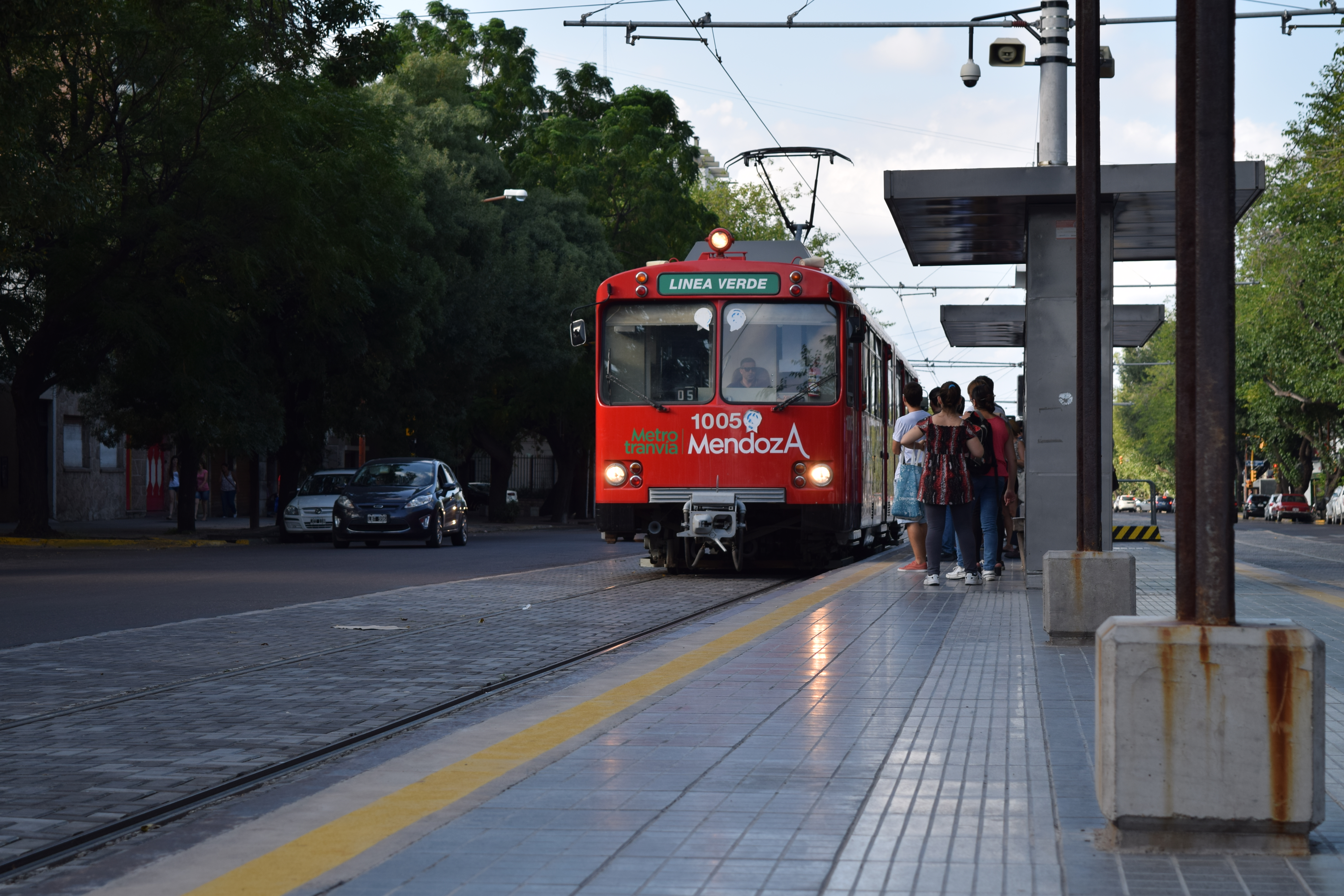
Платформи зупинок на центральному проспекті Бельграно влаштовані у міжколійному просторі

32°53′26″ пд. ш. 68°51′01″ зх. д. / 32.8906° пд. ш. 68.8503° зх. д.
Швидкісний трамвай Мендоси (ісп. Metrotranvía Mendoza) — це система громадського легкорейкового транспорту міста Мендоса, Аргентина s його передмість, яка обслуговується зчленованими вагонами, що працюють на нещодавно перепрокладених коліях колишньої магістральної залізниці.
Лінія 17,5 км завдовжки пролягає між станціями у департаментах Лас-Ерас та Майпу та проходить через центральний вокзал міста Мендоса на двоколійній лінії стандартної колії 1435 мм. Швидкісний трамвай Мендоси обслуговує агломерацію Мендоси і пролягає через департаменти Лас-Ерас, Годой-Крус, Майпу, Лухан-де-Куйо та Столичний. Рух відбувається з 6:00 до 22:00. Інтервал руху становить 9-15 хв у будні дні та 24-30 хв у вихідні. Початково лінія була названа Línea Verde, тобто Зелена лінія, але згодом їй було присвоєно номер 100/101. На відміну від лівосторонньої роботи більшості аргентинських залізничних мереж, рух вагонів на лінії правосторонній.
На лінії працюють вагони Siemens-Duewag U2, придбані вживаними у місті Сан-Дієго.

## Статистичні дані
- Розташування — Мендоса, Аргентина
- Початок роботи — 28 лютого 2012 року
- Вартість побудови — 130 млн аргентинських песо
- Кількість маршрутів — 1
- Кількість станцій — 25
- Довжина лінії — 17,5 км
- Ширина колії — 1435 мм
- Електрифікація — 600В, постійний струм, підвісна контактна мережа
- Річний пасажиропотік — 13 млн.[3]

## Історія

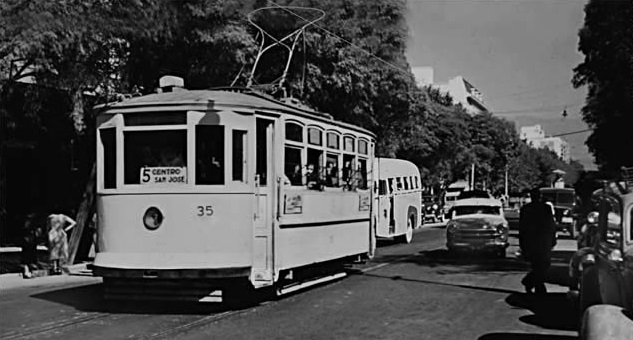
Старий трамвай на вулиці Мендоси, 1956 рік

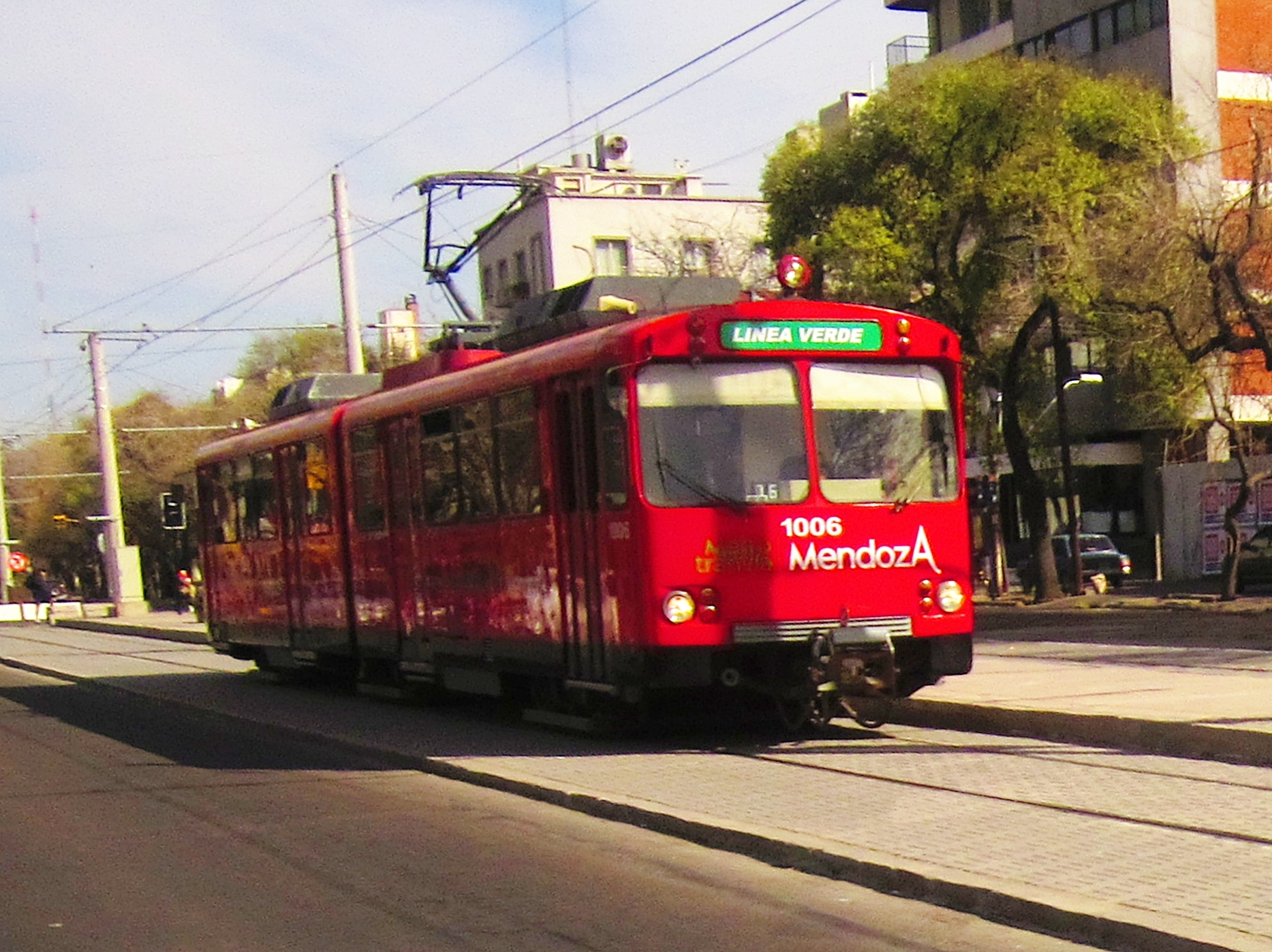
Тестовий заїзд на проспекті Бельграно, 2011 рік

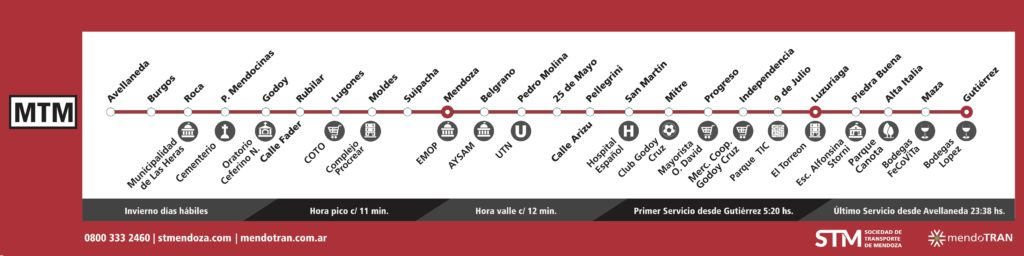
Схема маршруту станом на 2022 рік

Як і багато інших аргентинських міст, Мендоса мала електрифіковану трамвайну мережу з 1912 по 1964 рік. Довжина система становила 34 км, а маршрути доходили до околиць міста. Однак зі збільшенням автомобільного руху трамвай став нерентабельним і від нього відмовилися. У 1990-х роках прозвучали перші заяви про наміри відродити трамвай. Однак серйозні проекти були створені лише в середині 2000-х років.
У 2009 році уряд провінції Мендоса підписав угоду про будівництво трамвайної лінії між містами Мендоса та Майпу. Роботи виконувалися приватними компаніями Construcciones Electromecánicas del Oeste S.A. (CEOSA) і SOGESIC S.A. Початкова сума контракту становила близько 70 млн аргентинських песо

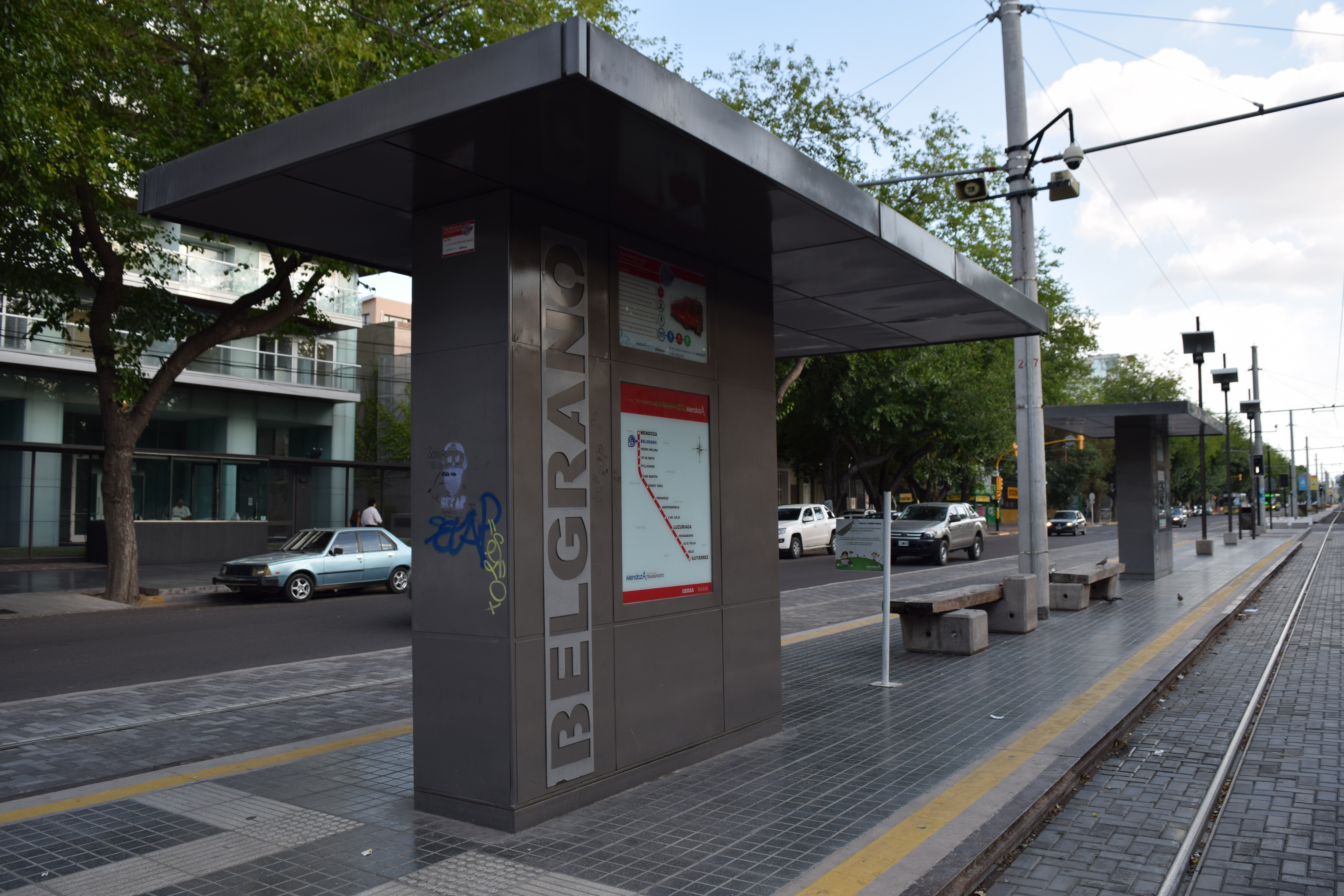
Зупинка швидкісного трамвая на проспекті Бельграно

Будівельні роботи почалися 2009 року. У серпні цього року були побудовані колії між станціями Хенераль-Гутьєррес і Годой-Крус. У серпні 2010 року роботи розпочалися у центральному районі, де було вирішено влаштовувати колії на рівні з вулицею замість влаштування колій залізничного типу. У серпні 2011 року були проведені перші ходові випробування, під час яких жителі району Лусур'яга разом з губернатором Сельсо Хаке та іншими офіційними особами подолали перші 4 кілометри загального маршруту.

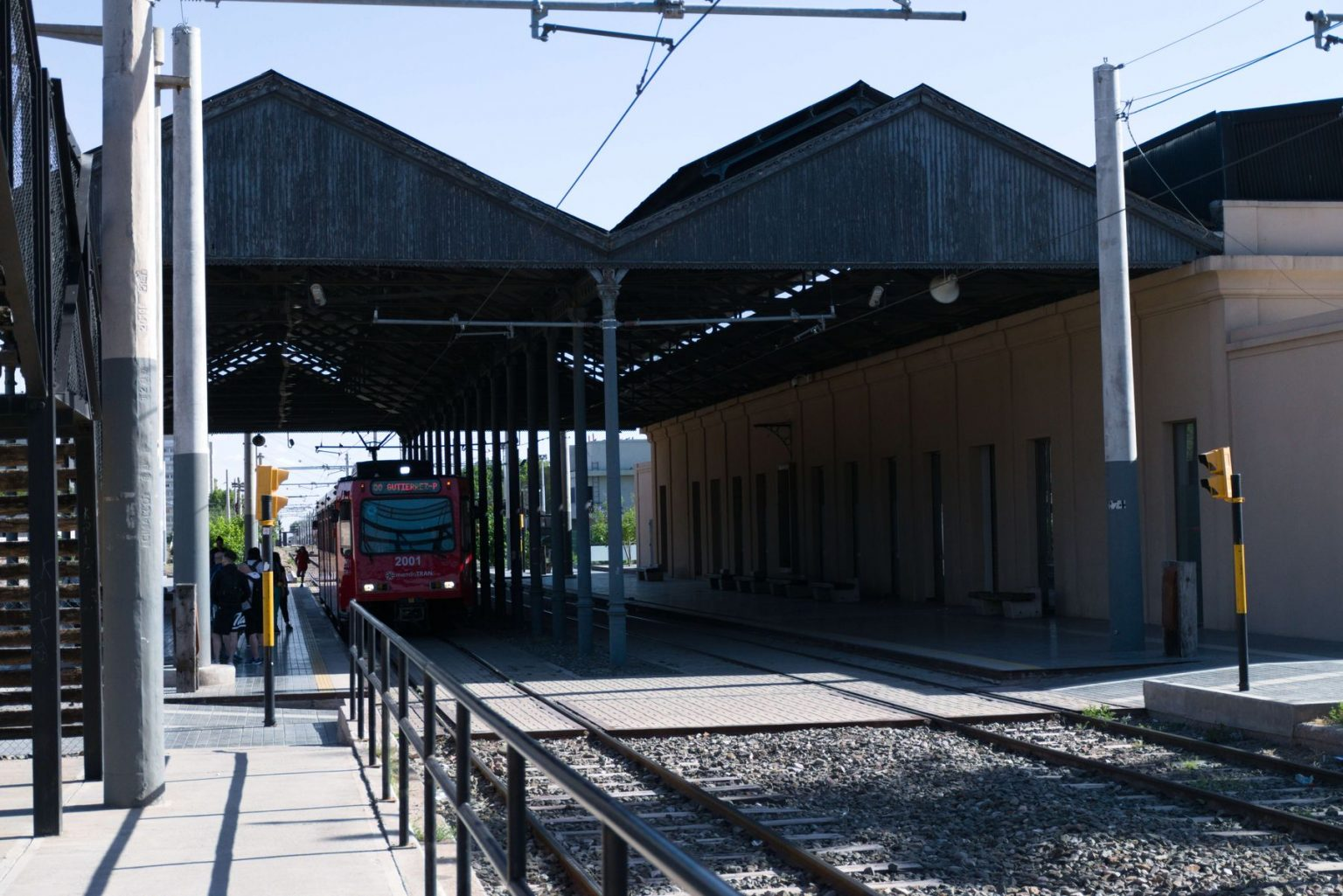
Зупинка на центральному вокзалі Мендоси

26 вересня 2011 року президент Аргентини Крістіна Фернандес де Кіршнер відвідала будмайданчик і здійснила поїздку від станції Прогресо до станції Лусур'яга, де виступила з промовою. Церемонія запуску відбулася в лютому 2012 року, але перевезення пасажирів тоді ще не почалася, оскільки ще тривали будівельні роботи. 30 квітня 2012 року Metrotranvía розпочав свою фазу тестування з пасажирами з одногодинним інтервалом, який поступово зменшувався до початку регулярних рейсів 8 жовтня. На цьому етапі вагони курсували на відрізку 12,5 км завдовжки між станцією Хенераль-Гутьєррес та центральним вокзалом Мендоси, який завдяки цьому почав використовуватися вперше з 1993 року, коли було припинено рух пасажирських поїздів між Мендосою та Буенос-Айресом.
Роботи з продовження лінії на 5 км до станції Лас-Ерас почалися в 2014 році разом з реконструкцією столітньої будівлі вокзалу Мендоси.
Було багато попередніх дат запуску, однак будівництво відкладалося через нелегальні поселення, які знаходилися на ділянках, де мали прокладатися колії. Уряд зміг переселити деякі сім'ї, але зрештою було оголошено, що вони не можуть продовжувати роботи аж до станції Панкехуа, доки не буде повністю вирішено житловий конфлікт.
6 травня 2019 року Metrotranvía почав курсувати до станції Лас-Ерас із 9 зупинками до вулиці Авельянеда. Одночасно з цим було урочисто відкрито нову станцію Мендоса, де також почала функціонувати штаб-квартира регіональної транспортної компанії.

## Рухомий склад

Схема вагону Siemens–Duewag U2

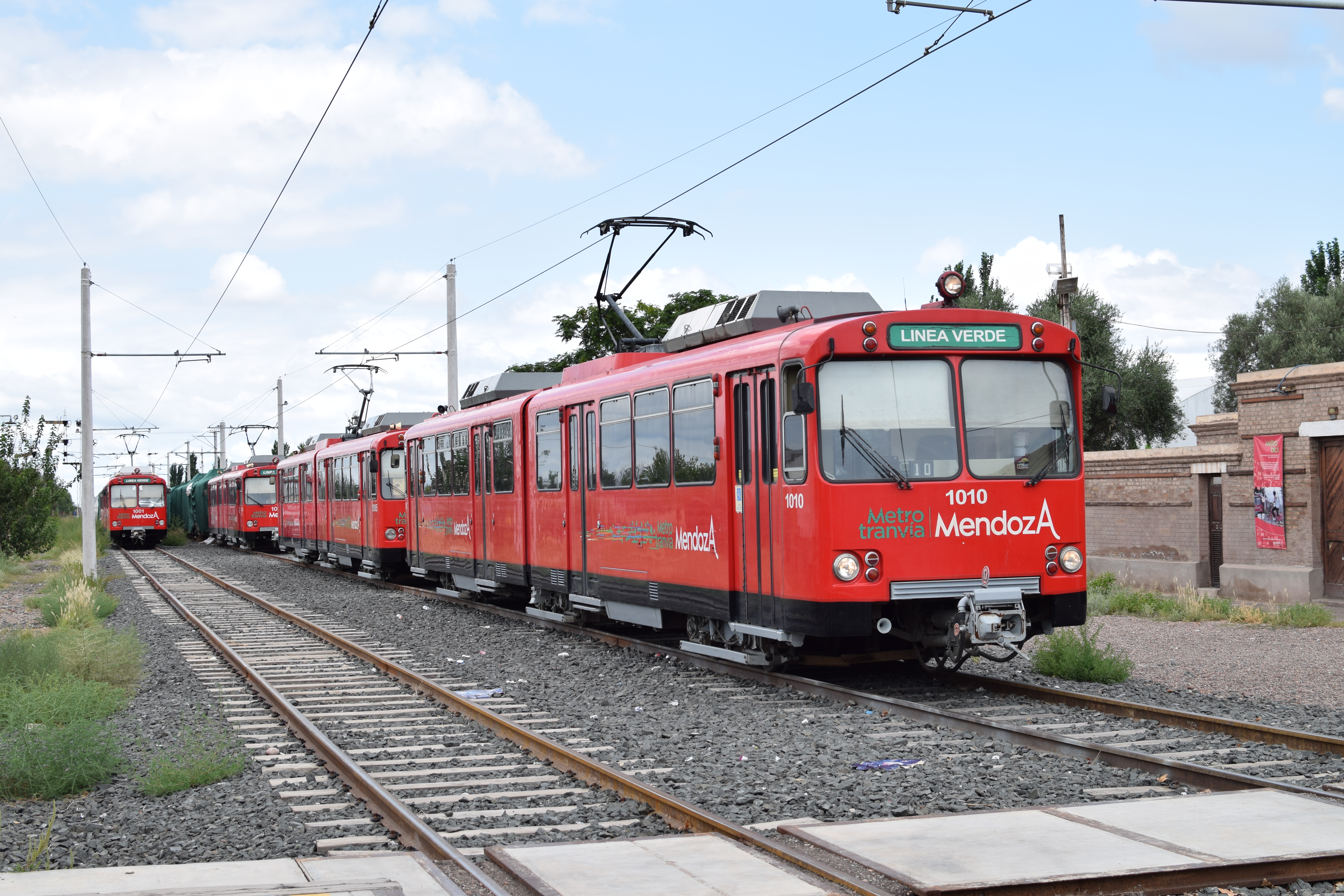
Вагони Siemens–Duewag U2 на кінцевій станції Gutierrez

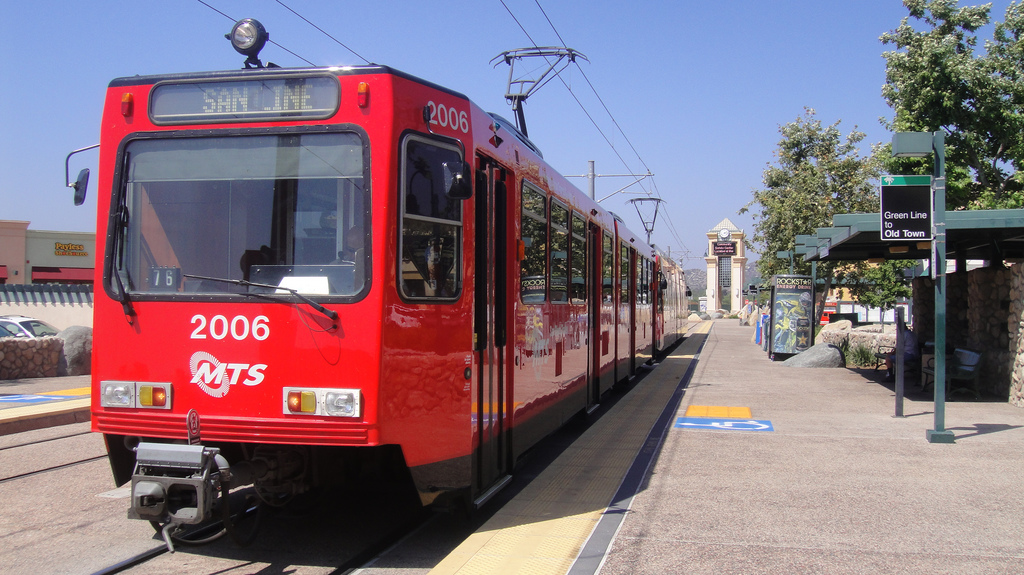
Вагон Siemens SD100 на вулиці міста Сан-Дієго

Для вибору постачальника спочатку було проведено тендер, у якому взяли участь 5 компаній: французька Alstom, німецька Siemens, іспанська CAF, канадська Bombardier і китайська CNR Corporation Limited.
В результаті було вирішено придбати 11 вживаних вагонів Siemens-Duewag U2, побудованих у Німеччині для системи швидкісного трамваю Сан-Дієго. Вагони є двохкабінними, мають двері з обох боків салону та можуть об'єднуватися у системи багатьох одиниць.
Основні параметри вагонів Siemens-Duewag U2 є наступними:
- Роки виробництва — 1968—1990 (початок постачання до Сан-Дієго — 1979 рік)
- Довжина — 24 м
- Ширина — 2,56 м
- Висота — 3,78 м
- Ширина колії — 1435 мм
- Кількість дверей — 8
- Максимальна швидкість — 80 км/год
- Маса — 35 т
- Потужність двигунів — 300 кВт
- Струмознімач — пантограф
- Тим зчіпного пристрою — зчеплення Шарфенберга
- Об'єднання у системи — до 5 одиниць

- Пасажиромісткість — 264 (включно зі стоячими)

Перші вагони вирушили з Сан-Дієго у січні 2011 року та прибули до Мендоси 28 лютого 2011 року, де вони залишалися на станції Хенераль-Гутьєррес до травня, коли почалися тестові заїзди та навчання водіїв.
Починаючи з 2022 року місто Мендоса почало отримувати з Сан-Дієго вагони більш нової моделі Siemens SD-100, виготовлені у 1990-х роках, які мають поступово замінити наявні Siemens–Duewag U2. Загалом має бути передано 39 таких вагонів за ціною 270 тис. доларів за одиницю.

## Депо

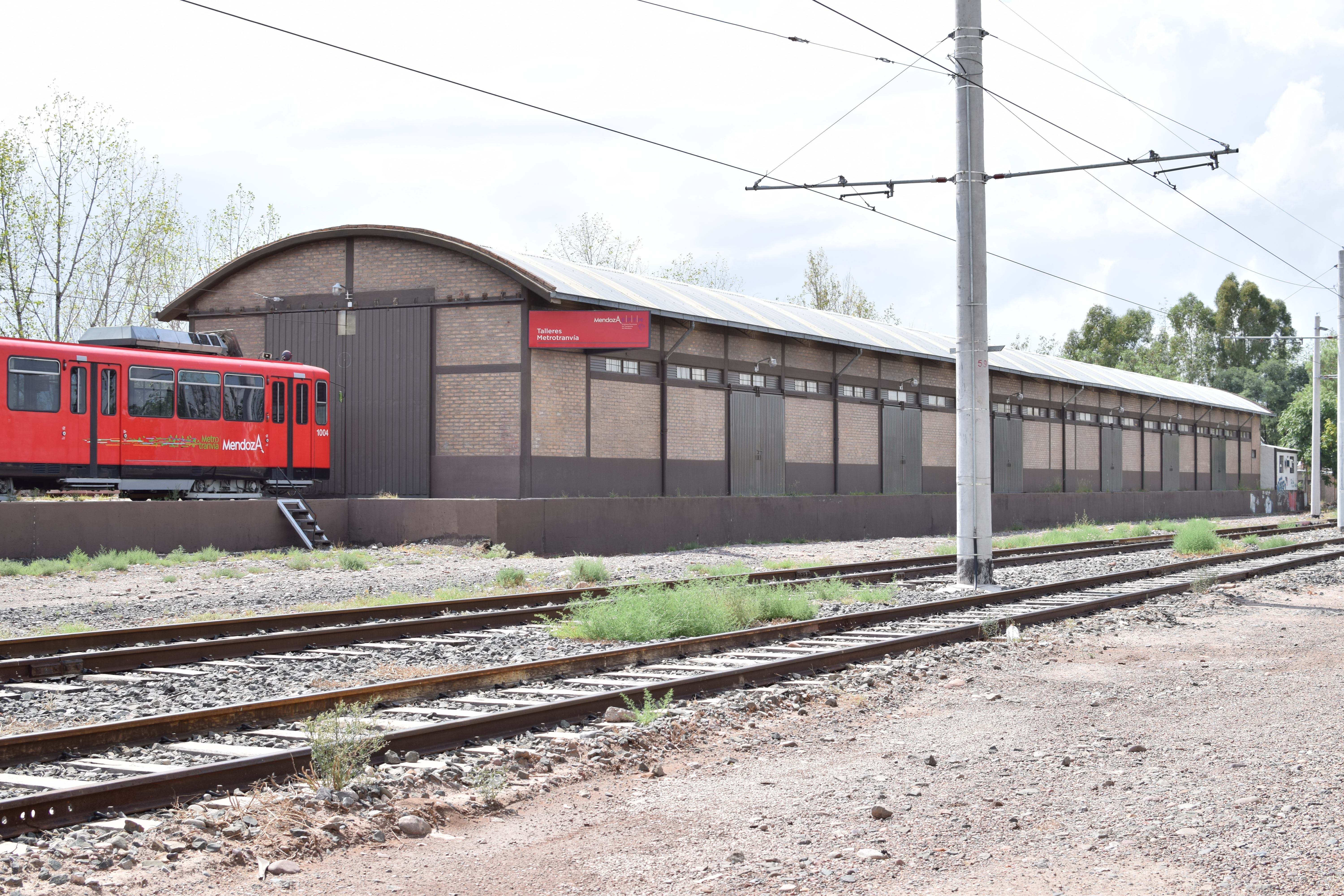
Депо

Депо для зберігання та поточного ремонту вагонів знаходиться у місті Майпу та облаштоване в будівлі, що раніше належала аргентинській залізниці. Загальна площа депо становить 1020 м.кв. і його облаштування коштувало 2,14 млн доларів США та тривало 6 місяців. Урочисте відкриття відбулося у травні 2013 року.
В будівлі окрім майстерні знаходяться також робочі кабінети, туалети, роздягальні та кухня для працівників. Для приєднання до головної колії на території було прокладено 350 метрів додаткових колій. В депо проводиться обслуговування електрики вагонів, ходової частини, заміна вугільних вставок пантографа тощо.

## Проекти розвитку
Швидкісний трамвай планується подовжити приблизно на 10 кілометрів на північ, щоб дістатися до міжнародного аеропорту Gobernador Francisco Gabrielli. За попередніми оцінками, будівництво цієї черги триватиме близько трьох років. Крім того, уряд провінції оголосив, що вивчає відхилення маршруту від старої траси залізничних колій в сторону громадських вулиць, що покращило би доступ пасажирів до лінії у цьому районі та дало можливість дістатися аеропорту більш прямим шляхом. Якщо проект буде реалізовано, Мендоса стане першим аргентинським містом, яке з'єднає свій аеропорт із містом за допомогою рейкового транспорту.
Третій етап передбачає активацію гілки, яка розгалужується після перетину вулиці Бельтран у м. Годой-Крус і досягає колишньої залізничної станції Лухан-де-Куйо, розташованої в однойменному муніципалітеті. Таким чином повинна утворитися друга лінія.
Також очікується будівництво четвертого розширення, яке досягне Чакрас-де-Кор'я в Лухан-де-Куйо.